# Різдвяна історія з Тіною Кароль
«Різдвяна історія з Тіною Кароль» — український різдвяний музичний фільм 2016 року виробництва «1+1 Production». Стрічка оповідає про багатовікові традиції та духовні цінності. Головні ролі у фільмі виконали співачка Тіна Кароль та Євген Лебедин. У фільмі звучать зимові пісні, а також щедрівки та колядки в сучасній обробці у виконанні Тіни Кароль.

## Сюжет
Це унікальний кінопроєкт виробництва «1+1 Продакшн». Згідно з сюжетом казки, Тіна Кароль виступає в ролі матері, берегині українських традицій, яка напередодні Різдва розповідає своєму синові історію про вічні цінності, про боротьбу добра і зла, світла і темряви.
«Це казкова історія про те, що темрява завжди десь поруч, але вибір істинного шляху залежить від кожного з нас, головне — відкрити свою душу назустріч світлу і зберігати в серці віру. Адже перемога добра в душі навіть однієї людини здатна змінити цілий світ», — каже Тіна Кароль.
Роль сина грає 7-річний хлопчик із великим серцем, переможець проєкту «Маленькі гіганти» Євген Лебедин. Герої переносяться в казковий світ Різдва, поза часом і простором, де поєдналися минуле і сьогодення, де любов — вічна, чудеса — реальні, а добро незмінно перемагає зло, яке завжди напоготові.
«Традиції — це сила, яка тримає націю. У цьому фільмі відображені загальнолюдські цінності, які збігаються з нашими. Адже «1+1» шанує і поважає традиції, і тут, на каналі, ми віримо в чудеса, і прагнемо передати це глядачам», — сказав генеральний директор «1+1 Медіа» Олександр Ткаченко.

## Акторський склад
- Тіна Кароль — матір
- Євген Лебедин — син

## Знімальна група
- Продюсери: Володимир Завадюк, Анна Аксютенко
  - Генеральні продюсери: Олександр Ткаченко, Вікторія Лезина
  - Музичні продюсери:Тіна Кароль, Віталій Телезин
  - Лінійні продюсери: Олег Пистоляк, Юлія Кузьонна
- Режисери: Андрій Музика, Дарія Саричева
  - Режисери-постановники: Наталія Лисенкова, Наталія Ровенська, Марія Григоращенко
  - Звукорежисери: Олександр Барба, Олег Михоноша
- Оператори-постановники: Володимир Гуєвський
- Художники: Тетяна Кантемирова, Олександра Дергоусова
- Стилісти: Світлана Марсон, Ната Стрільчук, Андрій Політаєв, Ольга Слонь, Анна Гончарова, Юрій Жуйкв, Тетяна Дьодорова, Марія Квітка
- Постпродакшн: Ольга Михальченко, Тарас Резник, Генадій Аксютенко, Андрій Мазанько, Валерій Колесник
- Графічні дизайнери: Микола Алтухов, Олександр Савінський, Дмитро Полищук, Дмитро Луценко, Євген Пилинський
- Технічна група: Андрій Єгорченков, Віталій Онищенко
- Хореографи: Антон Давиденко, Ірина Гутник
- Літературні редактори: Соломія Зінчук

## Виробництво

### Знімання
Фільмування почалося в грудні 2015 року. Над виробництвом різдвяного фільму працювала команда «1+1 Production» на чолі з Вікторією Лезиною.
Команда проєкту розповіла, що вперше за роки незалежності України телеканал отримав можливість провести масштабні знімання на території Національного заповідника «Софія Київська» і в Софійському соборі, в якому зазвичай будь-яка зйомка заборонена. У фільмі глядачі зможуть побачити фрагменти настінних розписів XVII століття і знамениту мозаїку Софійського собору «Оранту» — головну цінність заповідника, яка збереглася ще з XI століття. Для того, щоб не пошкодити унікальні стародавні розписи святині, фахівцям «1+1» довелося спеціально підбирати обладнання.
Для того, щоб музичні постановки, костюми та кожен рух у танцювальних номерах були історично достовірними, до роботи над фільмом залучалися історичні консультанти та фольклористи. У номері «Добрий вечір тобі, пане господарю» для головної героїні було обрано справжній старовинний український костюм із приватної колекції, якому понад 100 років.

### Музика
У фільмі звучить рідкісний автентичний український музичний матеріал, такий як народна українська щедрівка «Роди Боже». Знаковою мелодією фільму стане композиція «Щедрик» у новому несподіваному звучанні у виконанні Тіни Кароль спільно з всесвітньо відомим однойменним дитячим хором.

## Телепрем'єра
«Різдвяну історію з Тіною Кароль» глядачі побачили у Святий Вечір, 6 січня, в ефірі телеканалу «1+1».